# Cypress (Californië)
Cypress is een plaats (city) in de Amerikaanse staat Californië, en valt bestuurlijk gezien onder Orange County.

## Demografie
Bij de volkstelling in 2000 werd het aantal inwoners vastgesteld op 46.229.
In 2006 is het aantal inwoners door het United States Census Bureau geschat op 47.606, een stijging van 1377 (3,0%).

## Geografie
Volgens het United States Census Bureau beslaat de plaats een oppervlakte van
17,1 km², geheel bestaande uit land.

## Bekende personen
- De Golfer Eldrick Tiger Woods (1975) is geboren in Cypress.

## Plaatsen in de nabije omgeving
De onderstaande figuur toont nabijgelegen plaatsen in een straal van 8 km rond Cypress.